# Oakham, Massachusetts
Oakham är en kommun (town) i Worcester County i delstaten Massachusetts, USA med 1 851 invånare (2020).